# Saara loricata
Espèce
Synonymes
- Centrotrachelus loricatus Blanford, 1874
- Uromastyx loricata (Blanford, 1874)
- Uromastix costatus Müller , 1885

Statut de conservation UICN

 LC  : Préoccupation mineure
Statut CITES
Saara loricata est une espèce de sauriens de la famille des Agamidae.

## Répartition
Cette espèce se rencontre en Irak et en Iran.

## Publication originale
- Blanford, 1874 : Descriptions of two Uromasticine lizards from Mesopotamia and Southern Persia. Proceedings of the Zoological Society of London, vol. 1874, p. 656-161 (texte intégral).